# Будинок на вулиці Івана Федоровича, 28 (Львів)
Будинок на вулиці Івана Федоровича, 28 (кам'яниця Рабинівська) — колишній житловий будинок (кам'яниця), розташований під № 28 на вулиці Івана Федоровича (Федорова) у Львові. Відома з XVI століття, це одна з найдавніших мурованих будівель колишньої юдейської дільниці Львова, де будинки первісно були переважно дерев'яними. З кінця XVI століття у будинку діяла перша у Львові юдейська релігійна школа — єшива, де навчалися і викладали багато культурних і громадських діячів юдейської діаспори. Будівля має статус пам'ятки архітектури місцевого значення, проте у 2010 році її почали розбирати задля зведення готельного комплексу під Євро-2012. Через протести громадськості та єврейських організацій будівельні роботи у судовому порядку припинили, проте будинок продовжував руйнуватися.

## Історія
У XVI столітті львівські магнати, брати Станіслав і Миколай Жолкевські збудували на вулиці Івана Федоровича, яка тоді мала назву Бляхарська, двоповерхову кам'яницю під конскрипційним № 212. Наприкінці XVI століття до Львова приїхав німецький талмудист, ребе Йошуа Фальк бен Александер га-Коен (1555—1614), який тут одружився з донькою купця Ізраеля Золочівського (в інших джерелах — Ізраель Юзефович). Останній у 1590 році за 2 тисячі злотих викупив у Жолкевських кам'яницю на Бляхарській для свого зятя, який відкрив у ній першу у Львові єшиву і став її ректором. Через це будинок отримав назву «кам'яниця Рабинівська», під якою фігурував у історичних документах навіть після закриття єшиви.
У єшиві навчалися і викладали видатні діячи єврейського богослов'я. Зокрема, її випускниками були вчений Авраам Раппапорт-Шренцель (1584—1651), вчений і рабин Ісак Галеві (Halewi), Іссахар бер Лейзер Айленбург (1550—1623), Йошуа Хешель (1578—1648), серед ректорів єшиви були Давид бен Шмуель га-Леві (1586—1667) та Яків Єгошуа бар Цві-Гірш Фальк (1680—1756). Завдяки єшиві Львів з часом став одним із центрів юдейського богослов'я, а в часи ректорства Якова Фалька — 1718—1730 роки — Львів вважали головним центром вивчення Тори у Речі Посполитій.
У XVIII столітті єшива закрилася, будівлею у середині століття деякий час володів орден Кармелітів черевичкових великого конвенту, проте пізніше вона знову повернулася у власність представників юдейської громади. У другій половині XVIII століття у будинку надбудували третій поверх, найімовірніше це сталося у 1760—1788 роках, коли власником кам'яниці був кагальний бурмістр Зюсман Лайба Балабан. У 1837 році будинок згорів або значно постраждав від пожежі, після чого його відбудували у стилі бідермаєр із надбудовою четвертого поверху. На той час будинок вже був прибутковим, його власники часто змінювалися, тому їх можна відслідкувати, зокрема, за документами, які стосуються численних будівельних робіт у кам'яниці. Так, у 1864 році за проєктом архітектора Йозефа Енґеля-старшого на замовлення одного із співвласників — Абрама Бранда — реконструювали сходи, пізніше, коли власниками стали П. Фішер (Fischer) і Ефраїм Бомбух (Bombuch), на подвір'ї звели дерев'яний сарай-шопу. У 1871 році кам'яниця належала Зелігу Розенштрауху. У 1908 році на замовлення тодішнього власника Хаїма Розенштрайха (Rosenstreich) за проєктом будівничого Леона Ґрафа у будинку замінили каналізацію, влаштувавши при торцевій стіні нові вбиральні, з'єднані зі сходами балконами-галереями, а також замостили бетоном подвір'я, у глибині якого звели одноповерхову сторожку. Той же власник, Хаїм Розенштраїх, у 1928—1929 році на вимогу львівської міської влади провів ремонт будинку, зокрема, сходової клітки та тильних фасадів. У 1935 році Пеппі-Сара Вайс, нова власниця кам'яниці, зробила ремонт чолового фасаду та сходової клітки. У документах 1939 року зафіксована остання приватна власниця кам'яниці — вдова адвоката Вікторія Ґоттфрід.
Після Другої світової війни, у 1949 році провели останню реконструкцію будинку, в якому за допомогою перегородок перепланували внутрішній об'єм.

### Кінець XX— початок XXI століття

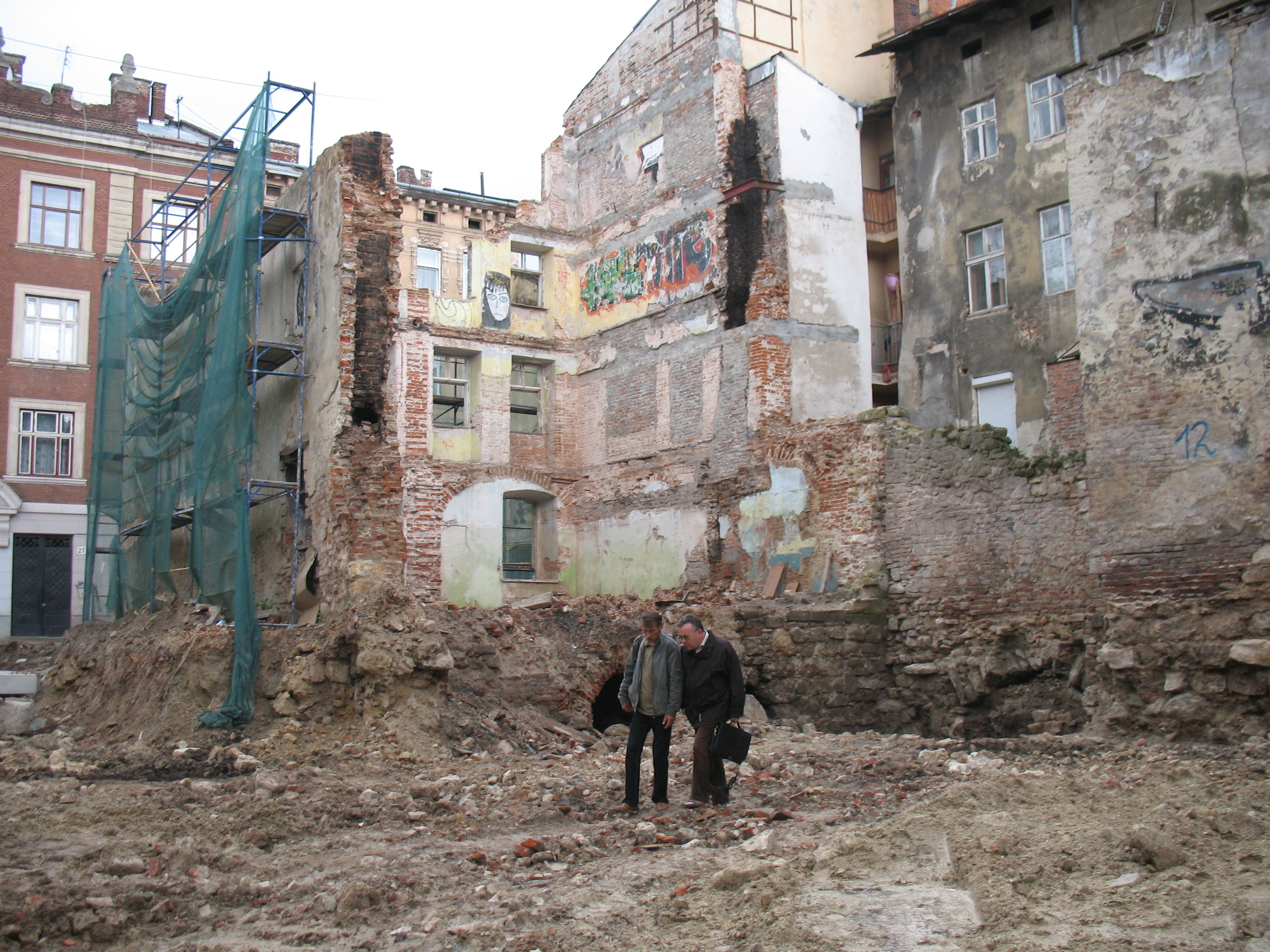
Руїна будинку 2010 році

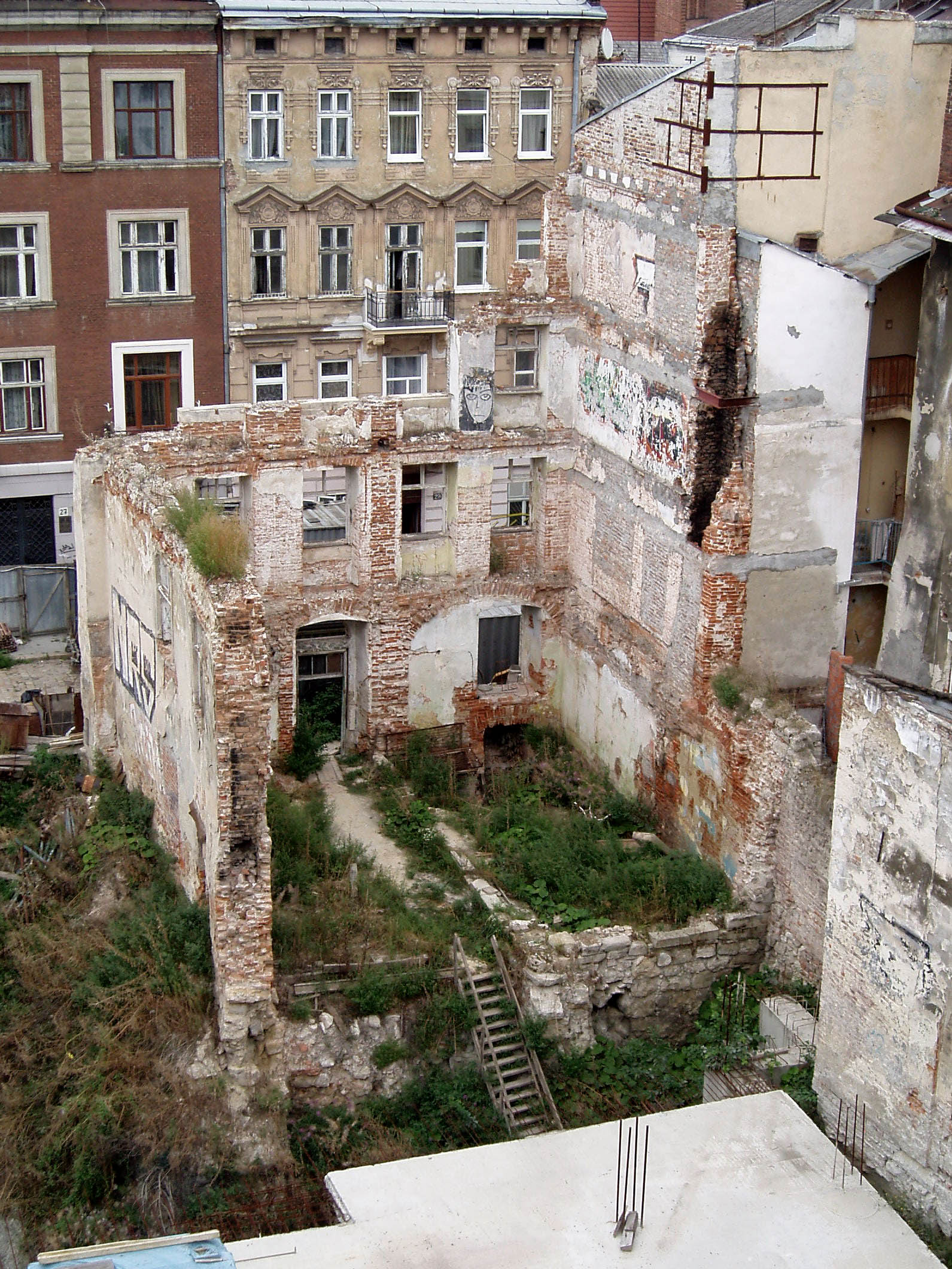
Внутрішній об'єм будинку

У 1980 році будинок внесли до реєстру пам'яток архітектури місцевого значення під охоронним № 356-М, у січні 2021 року будинок занесений до Державного реєстру нерухомих пам'яток України під № 5523-Лв.
У 1989 архітектор Олександр Ярема від імені інституту «Укрзахідпроектреставрація» комплексно дослідив кам'яницю. У 2000 році архітектор Уляна Піхурко розробила проєкт реставрації будинку та перебудови його з житлового під адміністративний. Цей проєкт так і не був втілений в життя, попри те, що мешканців кам'яниці заздалегідь відселили. Спустілий будинок із часом почав руйнуватися.
У 2007 році Львівська міська рада виставила на торги земельні ділянки з будинками на вулиці Федоровича, у тому числі й будинок № 28, для будівництва готельного комплексу. Перед торгами НДІ «Укрзахідпроектреставрація» на замовлення ЛМР створив «Історико-містобудівне обґрунтування можливості відтворення втраченої історичної забудови для розташування туристичного комплексу на ділянках по вул. Федорова 23 та 28 у м. Львові», на основі якого архітектор Я. Чурилик розробив кілька варіантів пропонованого архітектурного вирішення майбутнього готелю, однак ці варіанти не передбачали відтворення історичної забудови. Переможцем аукціону стало ТОВ «Українські інвестиційні системи», яке за суму понад 19 млн грн отримало право оренди двох земельних ділянок строком на 49 років. На замовлення компанії архітектурне бюро «John Seifert Architects» у жовтні підготувало та виставило на обговорення новий проєкт забудови ділянок № 23—28. Згідно цього проєкту готель мав бути значно вищим за навколишню забудову, кам'яниця № 28 повністю знищувалася, а сам майбутній готель розширював свої межі на сусідні ділянки по вул. Сербській, 3 і 5, що протирічило історико-містобудівним обґрунтуванням. Проєкт викликав різке обурення громадськості та фахівців, і тому не був затверджений на Архітектурно-містобудівній раді Львова, а згодом через економічну кризу 2008 року реалізацію проєкту відклали. Наприкінці травня 2009 року будинок обвалився: від тривалих дощів дах будинку обрушився та пробив балками стіну будинку, яка, обвалюючись, засипала археологічний розкоп, що проводився на ділянці.
У липні 2010 році будівельні роботи відновилися і кам'яницю почали розбирати, але львівський хасид, ребе Мейлах Шейхет від імені єврейської спільноти Львова подав позов до суду з вимогою визнати нечинним договір оренди. У 2014 році Львівський Апеляційний Господарський суд задовольнив позов, проте інвестор, компанія «Українські інвестиційні системи» подала зустрічний позов проти ЛМР щодо отримання компенсації за незаконно надане право будівництва готелю. Паралельно міська рада звернулася до Вищого господарського суду України, який дозволив будівництво готелю. Зрештою в листопаді 2015 року Київський апеляційний суд задовольнив позов інвестора і виніс рішення щодо штрафування львівської міської ради на суми 71 млн грн. У 2016 році ЛМР уклала мирову угоду з інвестором і в 2017 році придбала у нього ділянку з недобудованим готелем за 40,5 млн грн
У вересні 2019 року Львівська міська рада підтвердила рішення про наміри будувати готель на місці Рабинівської кам'яниці та ухвалила детальний план території в районі площі Ринок. Втім, активісти знову подали судовий позов щодо визнання недійсним цей ДПТ, який складався переважно для затвердження плану будівництва готелів на пл. Міцкевича, 9 і вул. Федоровича 23, 28. У червні 2021 року Львівський окружний адміністративний суд задовольнив позов і визнав ДПТ нечинним, проте міська рада подала апеляцію і в жовтні 2021 року Восьмий апеляційний адміністративний суд скасував рішення попередньої інстанції та дозволив будівництво.
Станом на 2022 рік усі будівельні роботи на вул. Федоровича, 28 припинені.

## Опис
Будинок чотириповерховий (первісно — двоповерховий), стоїть на червоній лінії забудови, на неширокій, видовженій ділянці. Цегляний, на мурованих підвалах, тинькований, був вкритий двосхилим бляшаним дахом, мав характерну для середньовічного Львова тридільну планувальну структуру. Підвали мали півциркульні склепіння, перший поверх — хрестові та півциркульні, перекриття вищих поверхів було пласким, на дерев'яних балках.
Чоловий фасад шириною в чотири вікна, розчленований вертикально лопатками, рустованими на рівні другого поверху, та горизонтально профільованими тягами між поверхами. Вікна прямокутні, з кам'яними підвіконними карнизами, вікна першого поверху мають напівциркульне завершення. Головний вхід розташований правіше центральної осі, прямокутний із напівциркульним завершенням та світликом.